# Haslochbach
Der Haslochbach oder auch Haselbach ist ein etwa 12 km langer Bach im bayerischen Spessart. Er entspringt dem Haselbrunnen in der Nähe der Haseltalbrücke am Fuße des Geiersberges, der höchsten Erhebung im Spessart, und mündet bei Hasloch von rechts in den Main. 

## Name
1328 lautete der Name des Baches „dye Hasela“. Dieser setzt sich aus dem Bestimmungswort Hasel und dem mittelhochdeutschen Grundwort ahe für Wasser zusammen. Er benennt also einen mit Haselsträuchern bewachsenen Wasserlauf. Der Bach gab der Gemeinde Hasloch und dem Haseltal ihre Namen.

## Geographie

### Verlauf

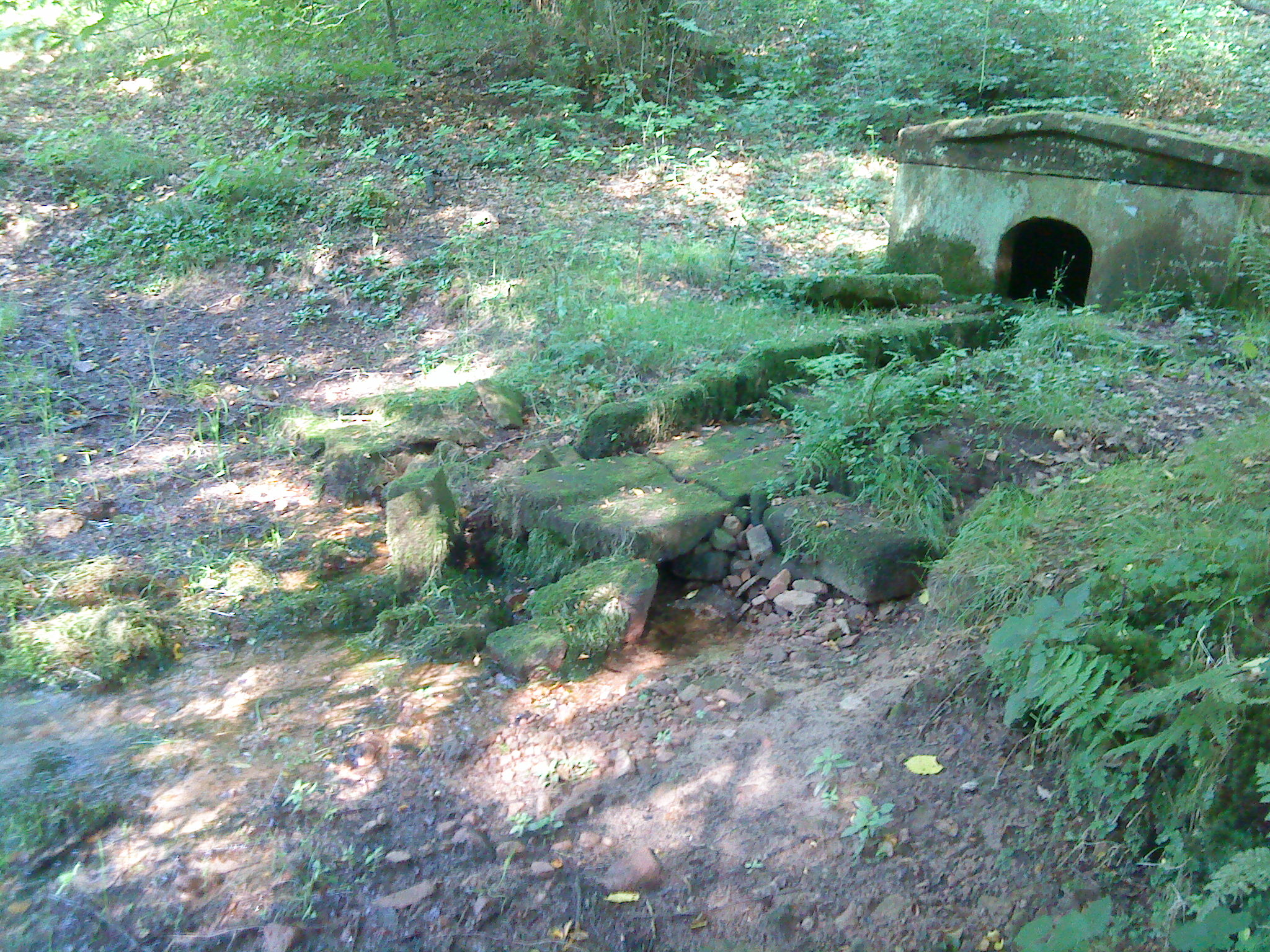
Der Haselbrunnen im oberen Haseltal

Der Haselbrunnen befindet sich auf etwa 370 m ü. NHN auf der Grenze zwischen den Landkreisen Aschaffenburg und Main-Spessart im Hochspessart. Nach Norden hin setzt sich der trockene Mordgrund zum Geiersberg fort. Im Sommer entspringt das Wasser unterhalb der Quellfassung des Haselbrunnens. Es speist zwei kleine Weiher. Nach seiner Quelle durchfließt der Haslochbach das enge obere Haseltal und unterquert die Haseltalbrücke der A 3. Ab dort ist er Grenzbach zum Landkreis Miltenberg. An der Zwieselmühle gelangt er in das Mühlental. Dort fließt ihm der von der Schleifmühle kommende Schleifbach zu. Vorbei an der Schreckenmühle, der Holländerbrücke und der Nickelsmühle erreicht der  Haslochbach die Fechermühle an der Ruine der Markuskapelle. Diese Mühlen werden alle vom Haslochbach angetrieben. An der Fechermühle ist der Eingang zum Mühlental. Dort mündet von rechts der Kropfbach oder auch Klosterbach, der am Kloster Grünau vorbeifließt.
In Hasloch erreicht der Haslochbach das Maintal, wo er in den Main mündet.

### Zuflüsse
- Höllgrundgraben (rechts)
- Wolfskehlgrund (rechts)
- Schleifbach (links)

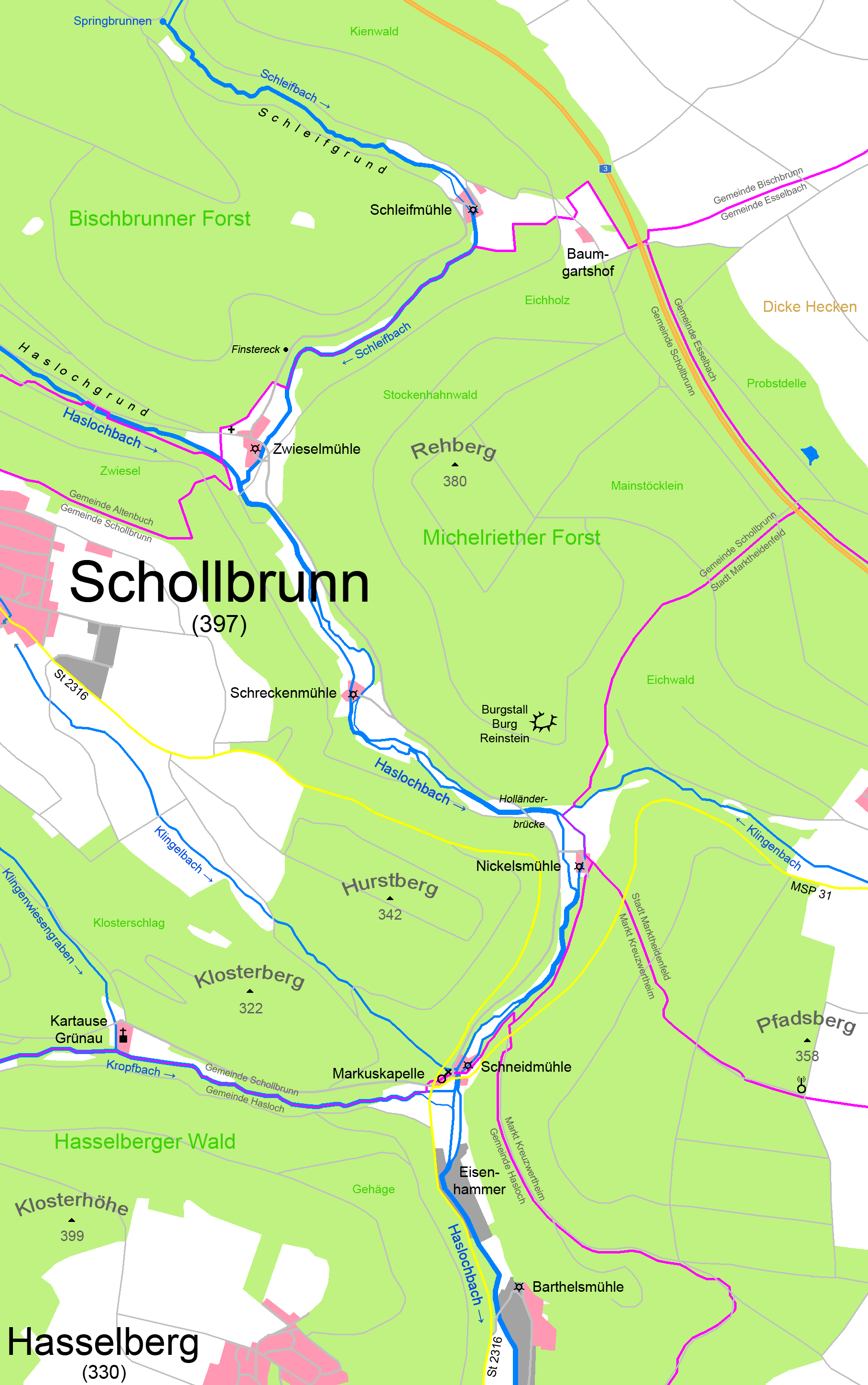
Karte des Mühlentals

- Klingenbach (links, zeitweilig trocken)
- Klingelbach (rechts)
- Kropfbach oder Klosterbach (rechts)
- Eichbrunngraben (rechts, zeitweilig trocken)

## Mühlen
Im Mühlental stehen sechs Mühlen. Von der Mündung in den Main bis zur Quelle des Schleifbachs hinauf sind dies: die Barthelsmühle, die auch Schneidmühle oder Untere Iringsmühle genannte Fechermühle bei der Markuskapelle, die Nickelsmühle, die Schreckenmühle, die Zwieselmühle und die Schleifmühle am Schleifbach. Durch das Mühlental verläuft von der Markuskapelle bis zum Baumgartshof der acht Kilometer lange Europäische Kulturwanderweg. 
Der Haslochbach durchfließt teilweise das so genannte Mühlental, wo er fünf Mühlen betrieb: Zwieselmühle, Schreckenmühle, Nickelsmühle, Fechermühle und Barthelsmühle. Heute ist nur noch die Schreckenmühle in Betrieb. Die Hänge des kaum besiedelten Mühlentals berühren die Gemarkungen der Kommunen Bischbrunn, Schollbrunn, Esselbach, Altenbuch, Marktheidenfeld und Kreuzwertheim. 

### Zwieselmühle
Die Zwieselmühle (Lage) ist die oberste Mühle im Haseltal, bestehend aus insgesamt 15 Gebäuden. Dort mündet der Schleifbach in den Haslochbach. Die Mühle wurde 1424 erstmals erwähnt. Seit 1906 steht neben der Mühle eine Kapelle. Im gleichen Jahr wurde dort ein Gastronomiebetrieb eröffnet. In den 1960er Jahren wurde der Weiler Zwieselmühle von Bischbrunn nach Schollbrunn umgemeindet.

### Schreckenmühle
Die Schreckenmühle oder auch Schreckemühle (Lage) besteht aus zwei Gebäuden mit getrennten Hausnummern. Sie wurde 1328 erstmals erwähnt. Der Name stammt von einem Betreiber namens Schreck. Bis 1803 gehörte die Mühle zum Kloster Grünau. Sie ist noch als Getreidemühle in Betrieb. Die Schreckenmühle bestand bis ins 18. Jahrhundert aus einer alten (unteren) Mühle und einer neueren (oberen) Mühle. Im Jahr 1961 wurde dort eine Gaststätte eröffnet.

### Nickelsmühle
Die Nickelsmühle oder auch Obere Iringsmühle (Lage) steht dort, wo der Klingenbach in den Haslochbach mündet. Sie besteht aus vier Gebäuden. Erstmals wurde sie im Jahr 1674 als Besitz des Klosters Grünau erwähnt. In der Karte der Grafschaft von Wertheim aus dem Jahr um 1618 ist sie als „Langmül“ aufgeführt. 1896 wurde an der Mühle ein Sägewerk errichtet mit einer Dampfmaschine, die bei Wassermangel eingesetzt wurde. Seit 1974 besteht dort eine Gastwirtschaft.

### Fechermühle
Die Fechermühle, auch Schneidmühle oder Untere Iringsmühle, (Lage) steht am Eingang zum Mühlental an der Ruine der Markuskapelle. Von dort ab wird der Haslochbach von einer Staatsstraße begleitet. An der Fechermühle befindet sich ein Sägewerk und weiter südlich der Eisenhammer Hasloch. Die Mühle ist nicht bewirtschaftet.

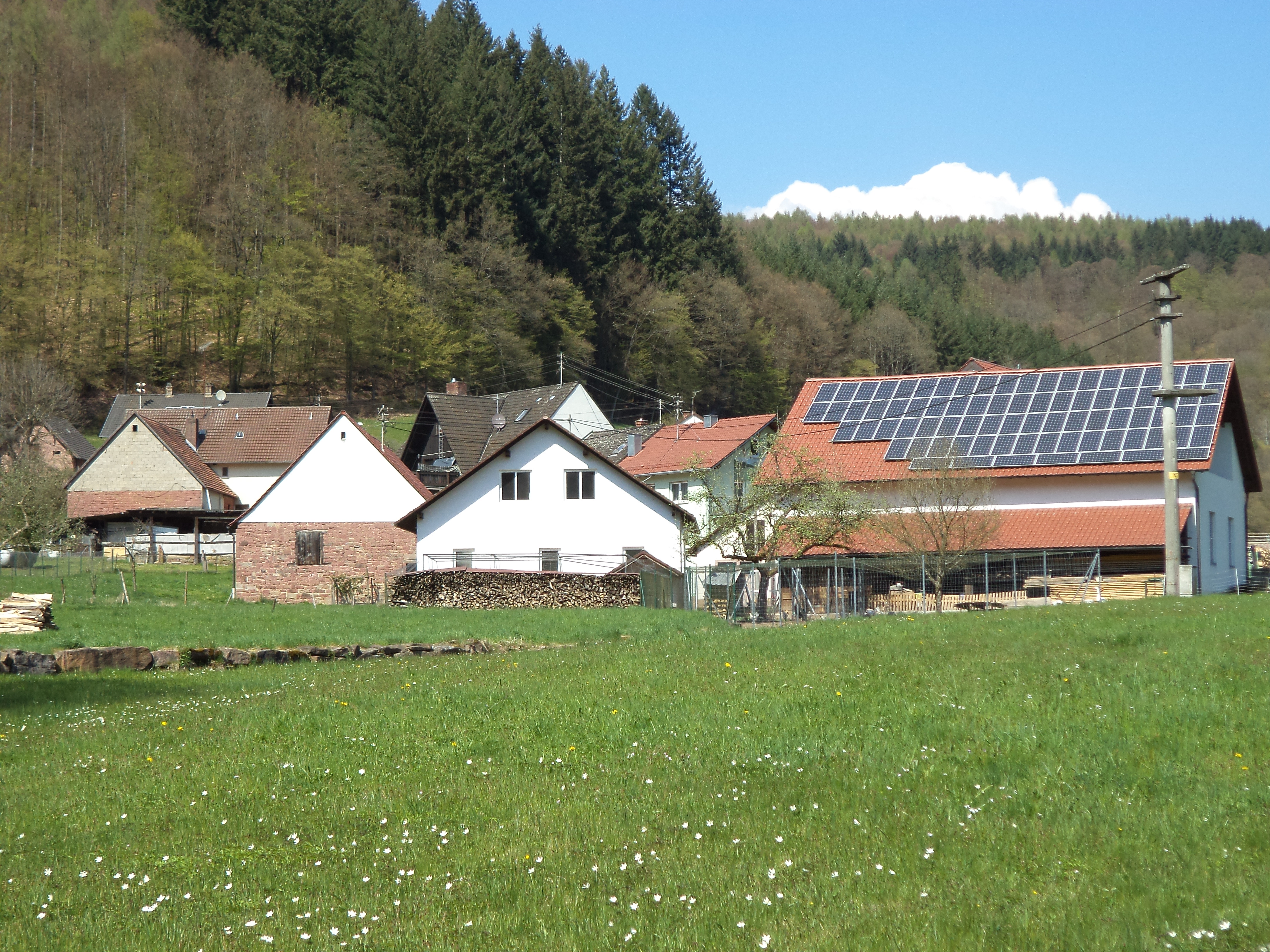
Zwieselmühle
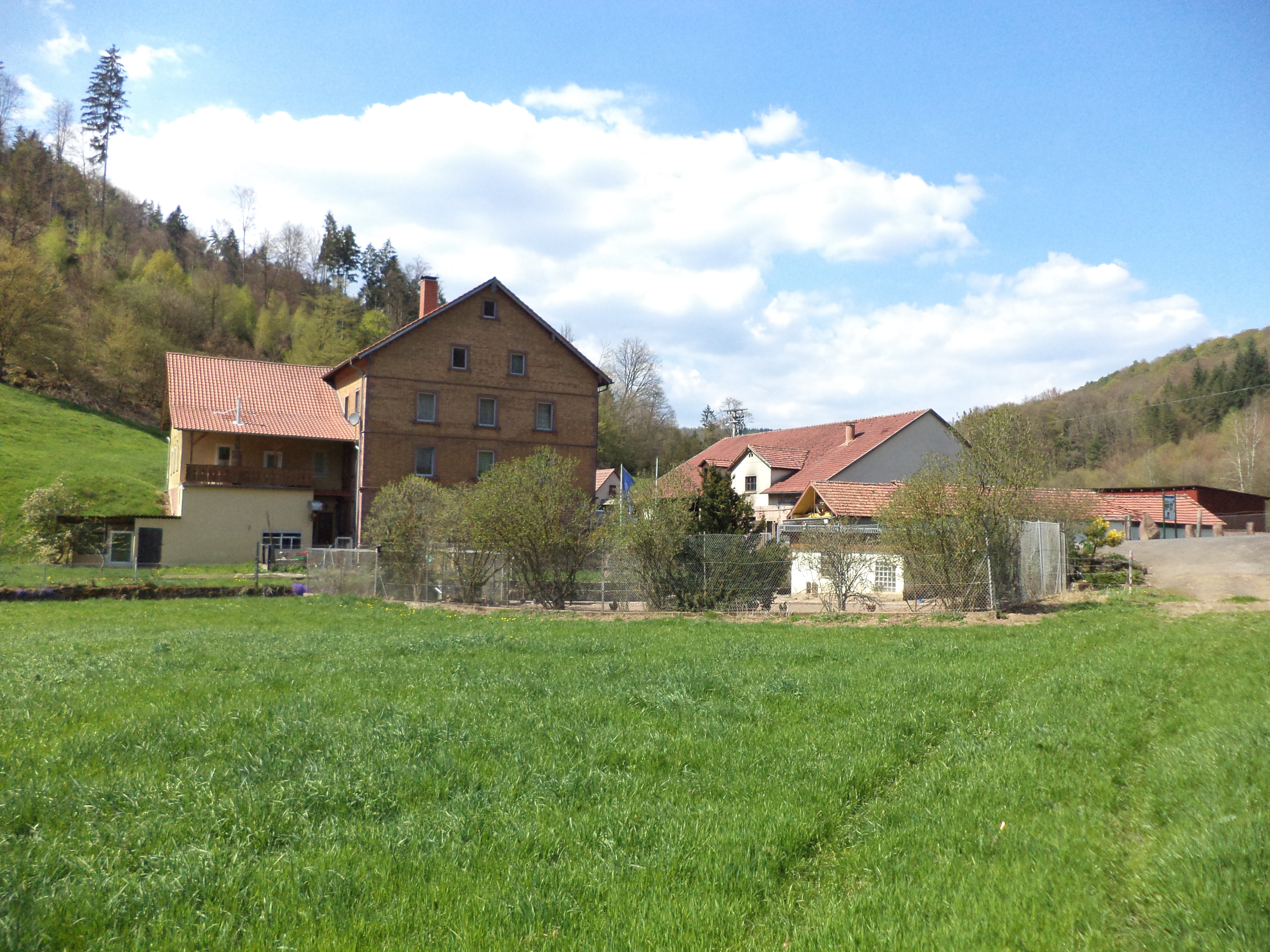
Schreckenmühle
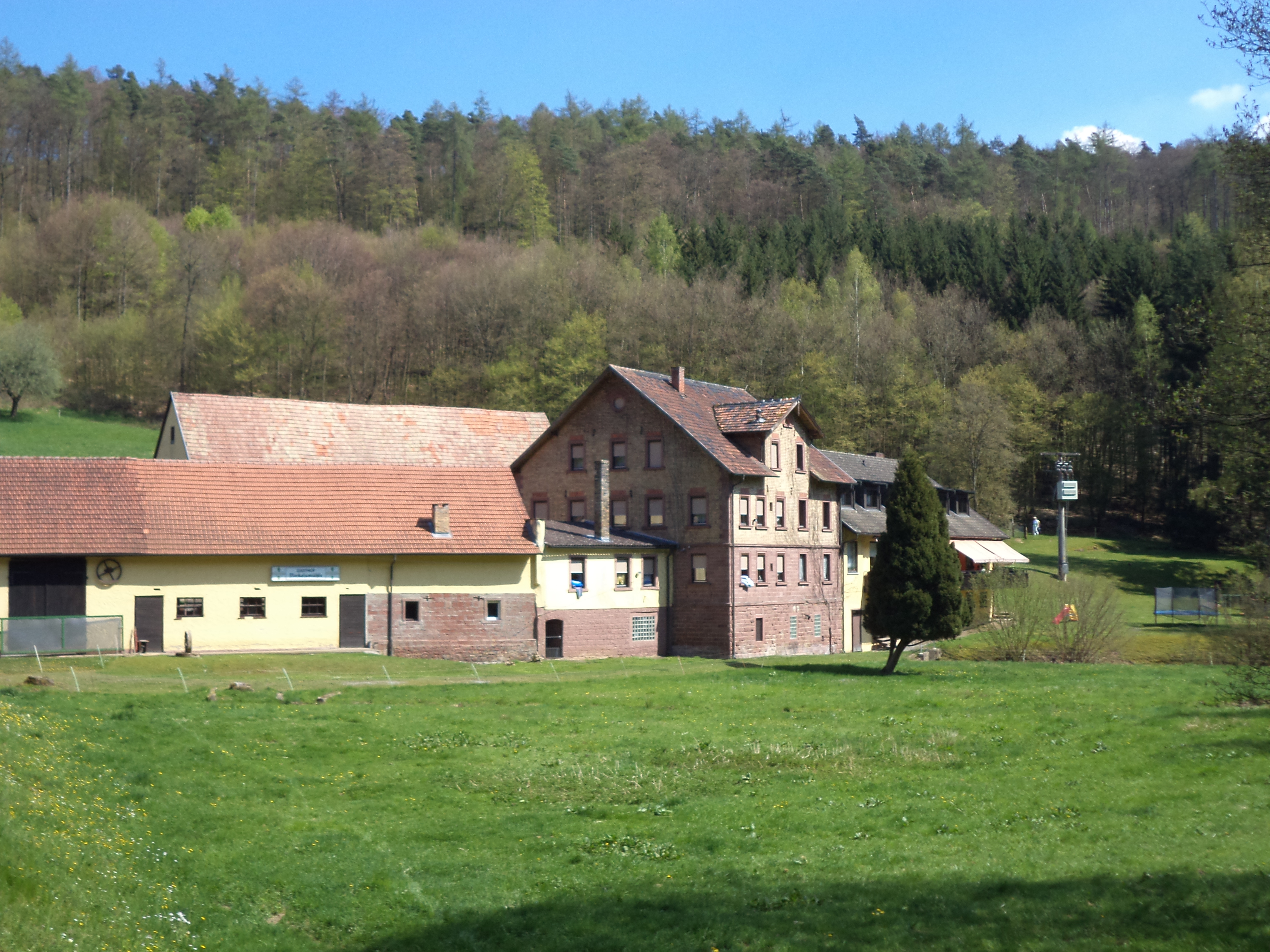
Nickelsmühle
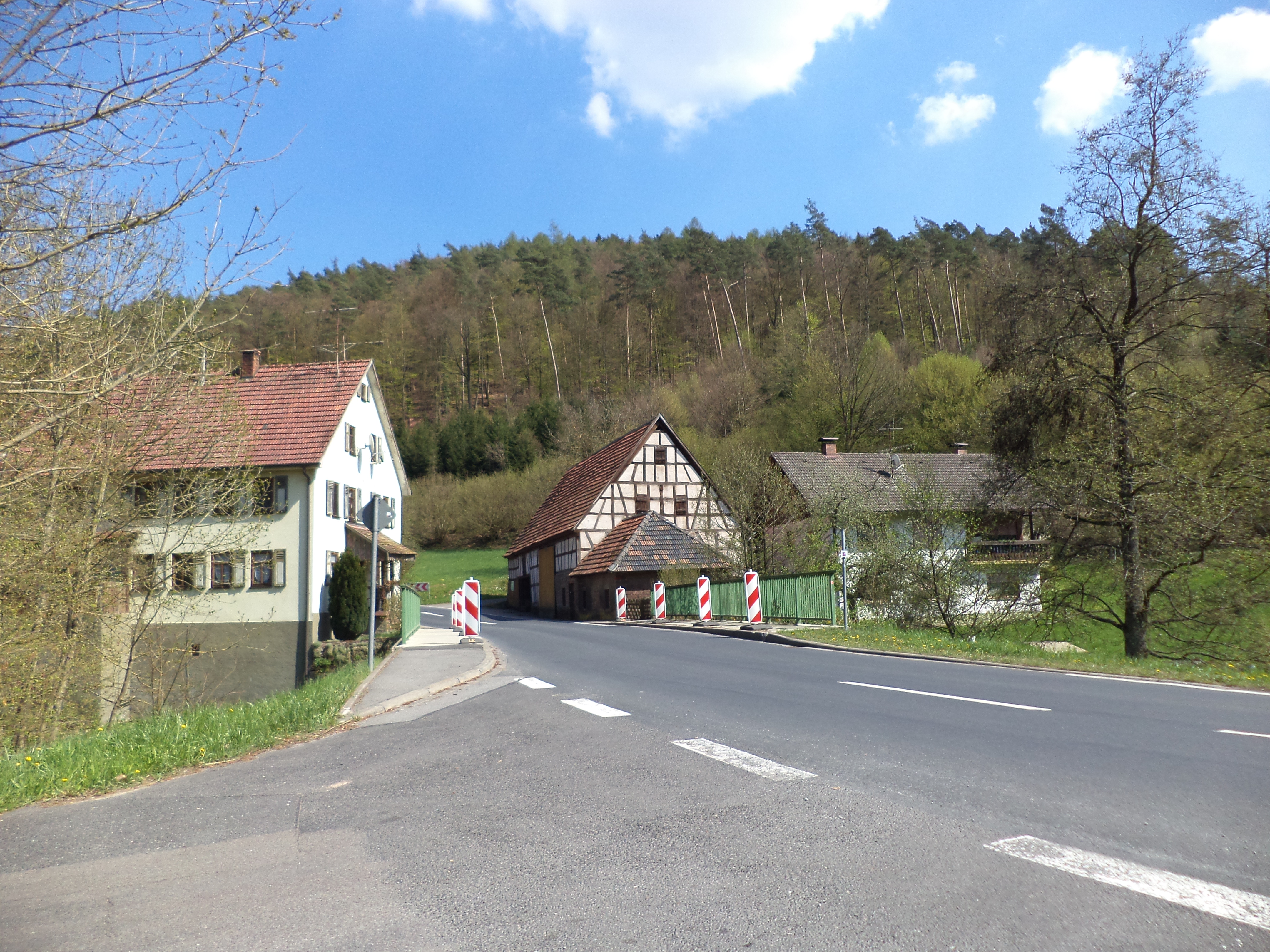
Fechermühle

## Sehenswürdigkeiten
Das zur Naherholung und zum Wandern genutzte Tal durchzieht der Spessart-Kulturweg Mühlenstraße Haseltal. An seinem mittleren Bereich, zwischen Schreckenmühle und Nickelsmühle, befinden sich die Überreste der Burg Reinstein am südlichen Ausläufer des Michelriether Forsts. Unterhalb quert der dort noch asphaltierte Fahrweg die sogenannte Holländerbrücke, die gebaut wurde, um darüber die großen und wertvollen Spessarteichen nach Holland zu transportieren. Dreihundert Meter südlicher fließt der Haslochbach am Eisenhammer Hasloch vorbei. Am Zufluss Kropfbach liegt die ehemalige Kartause Grünau.

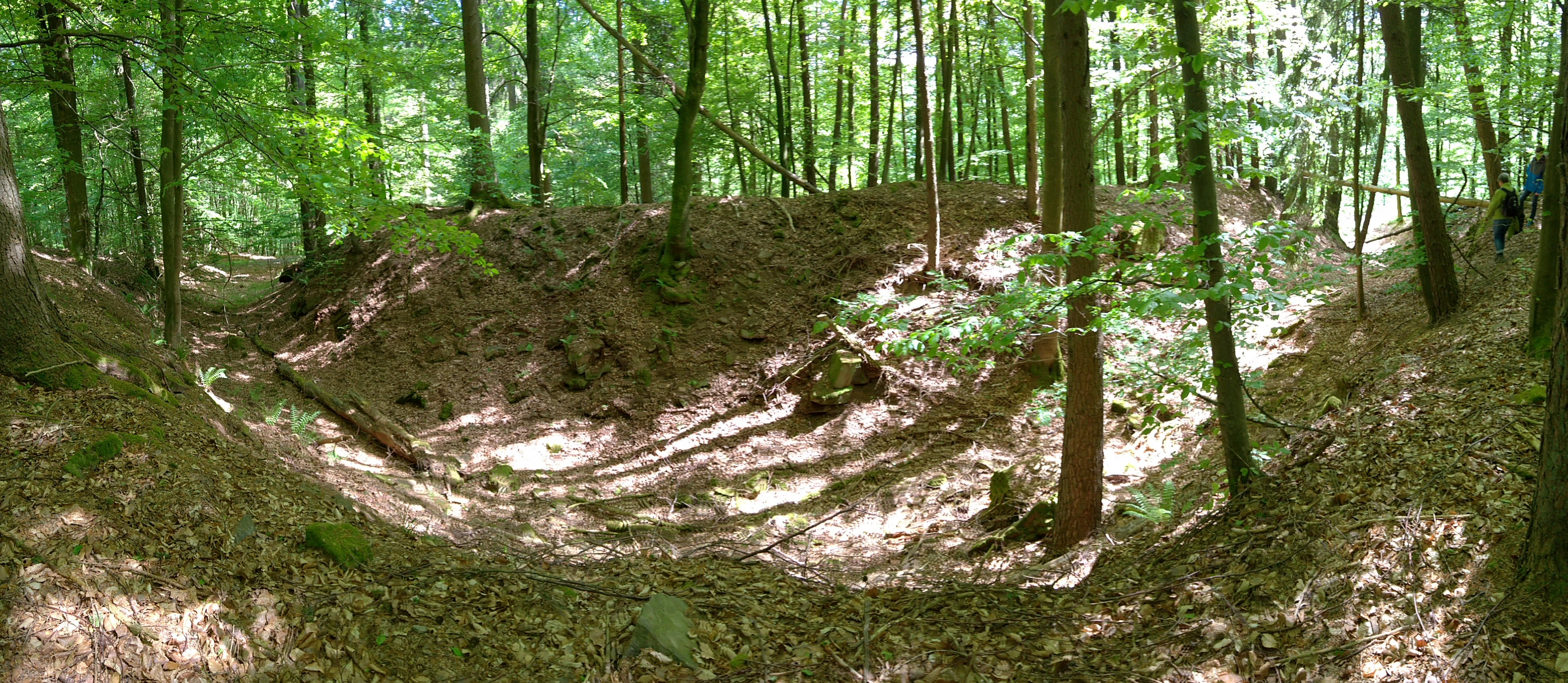
Burgstall Reinstein mit Blick auf den oberen Halsgraben
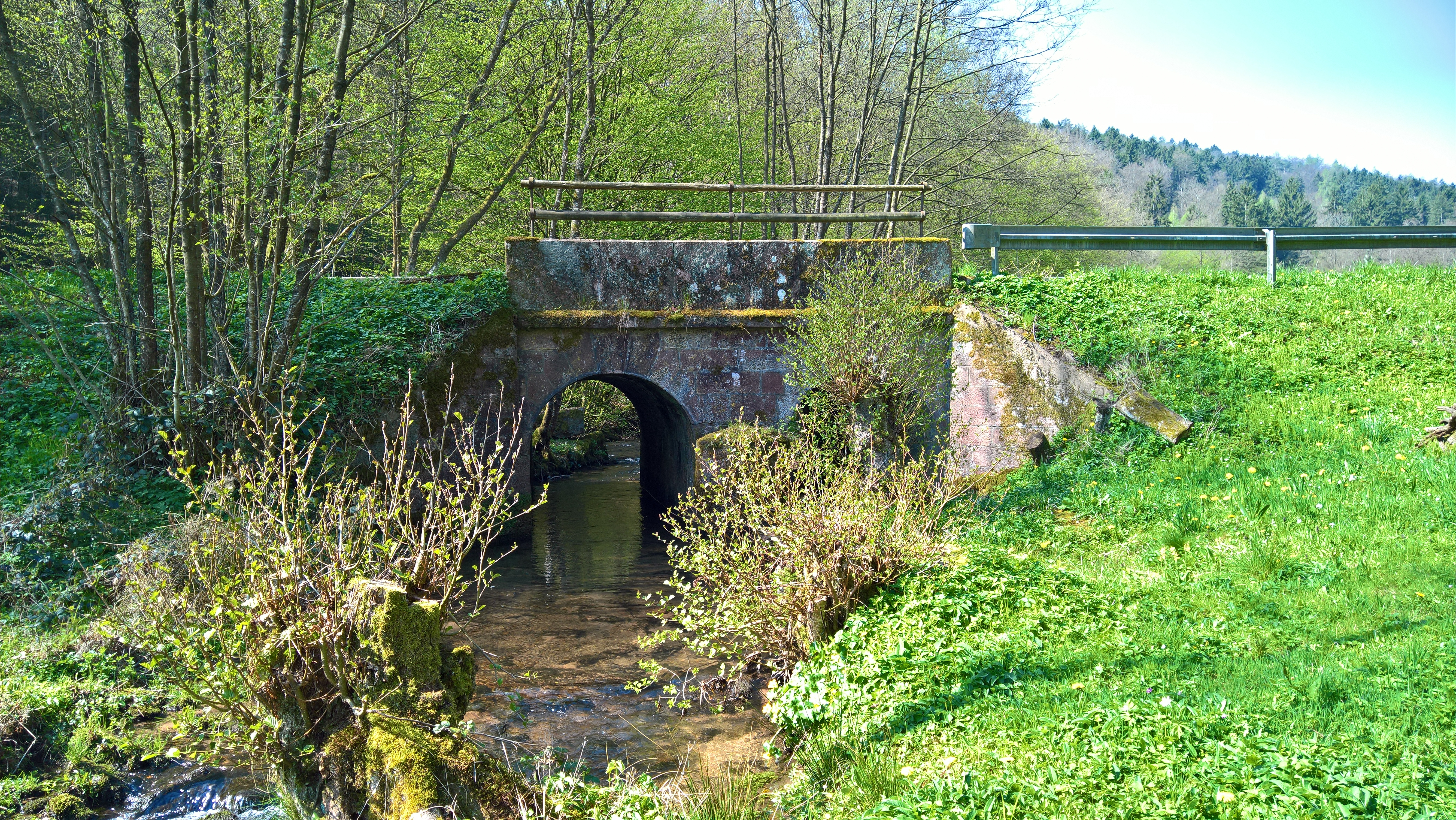
Blick auf Haslochbach und alte Holländerbrücke
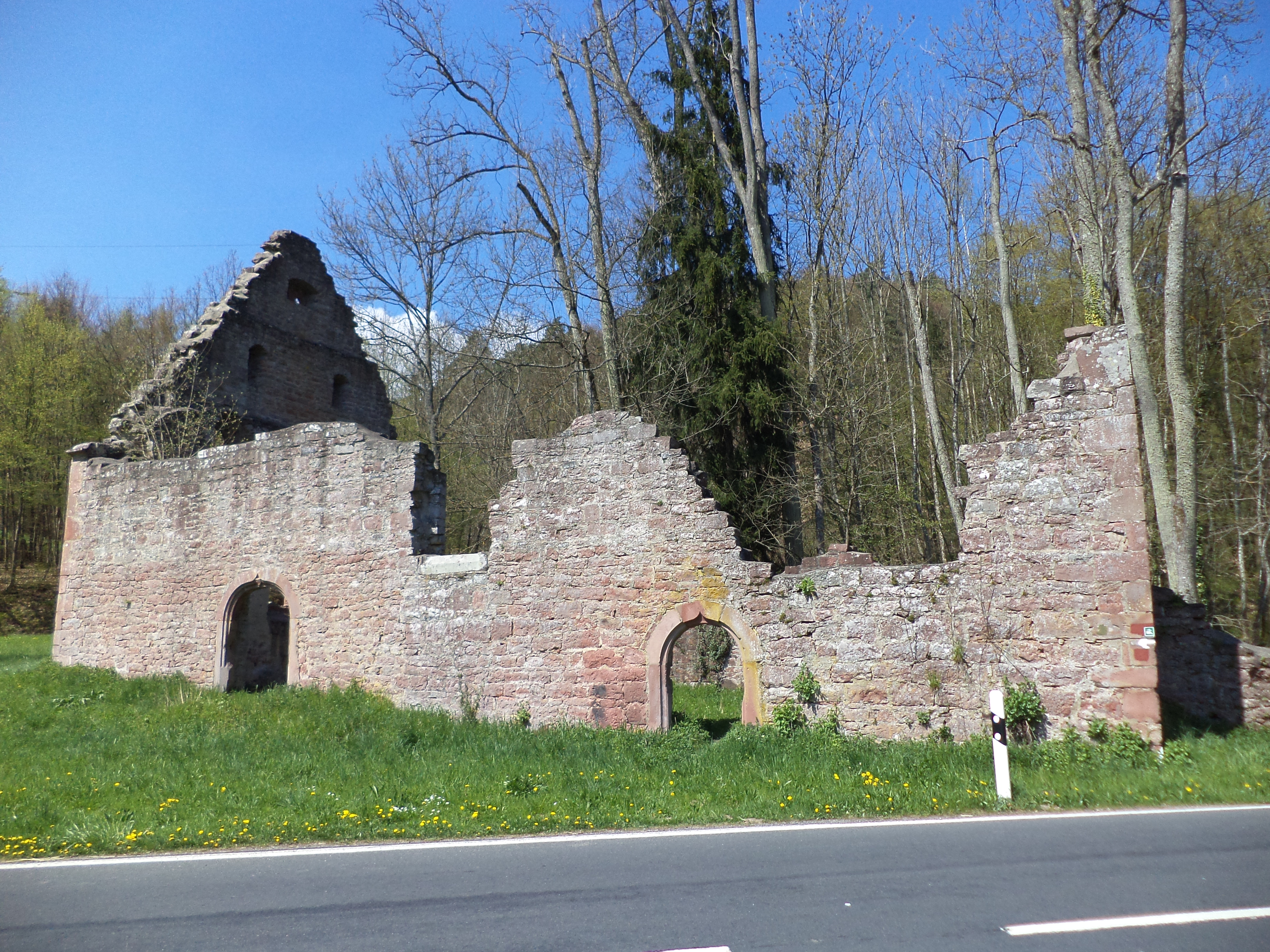
Ruine der Markuskapelle am mittleren Teil des Haseltales
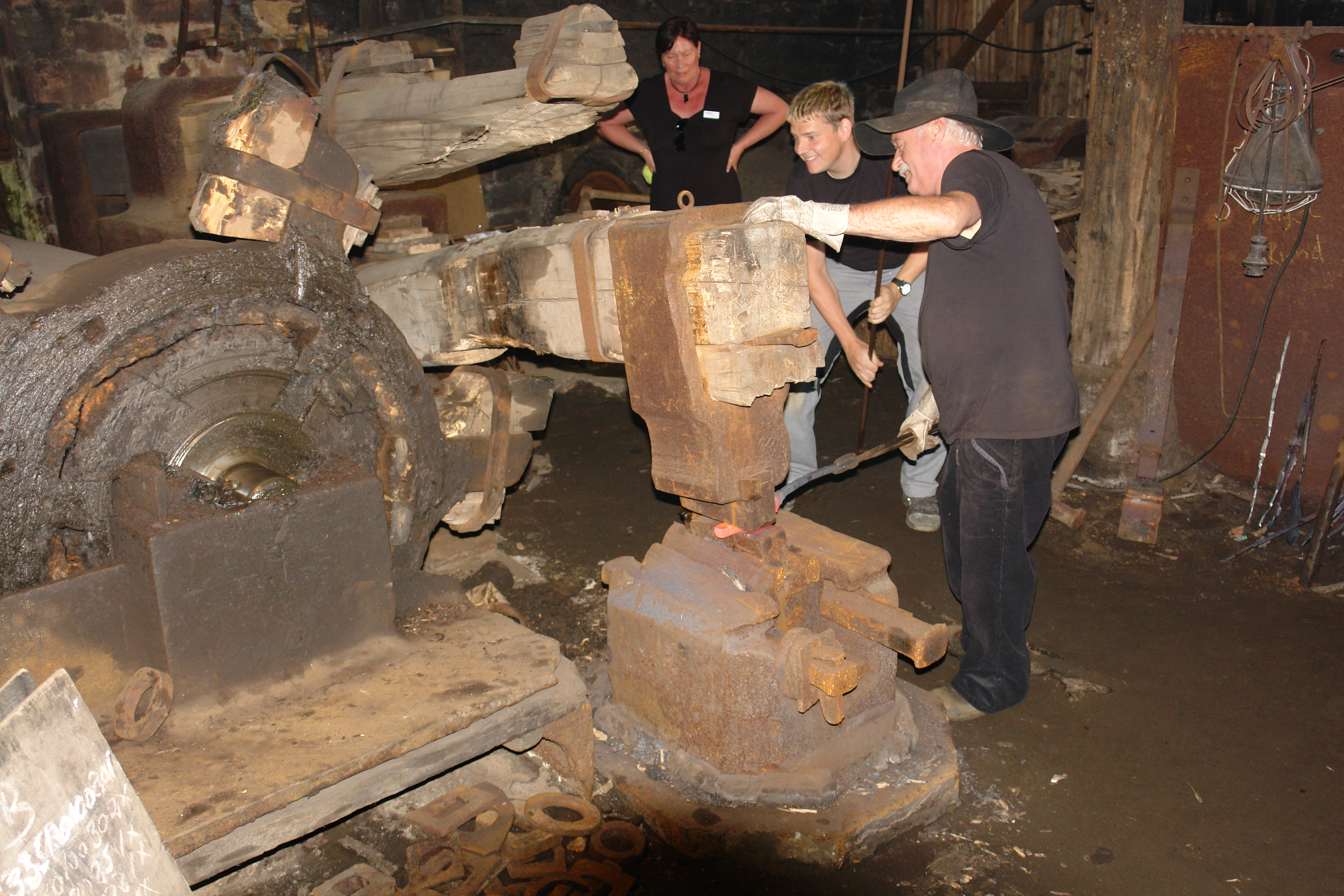
Schmiedewerk des Eisenhammers
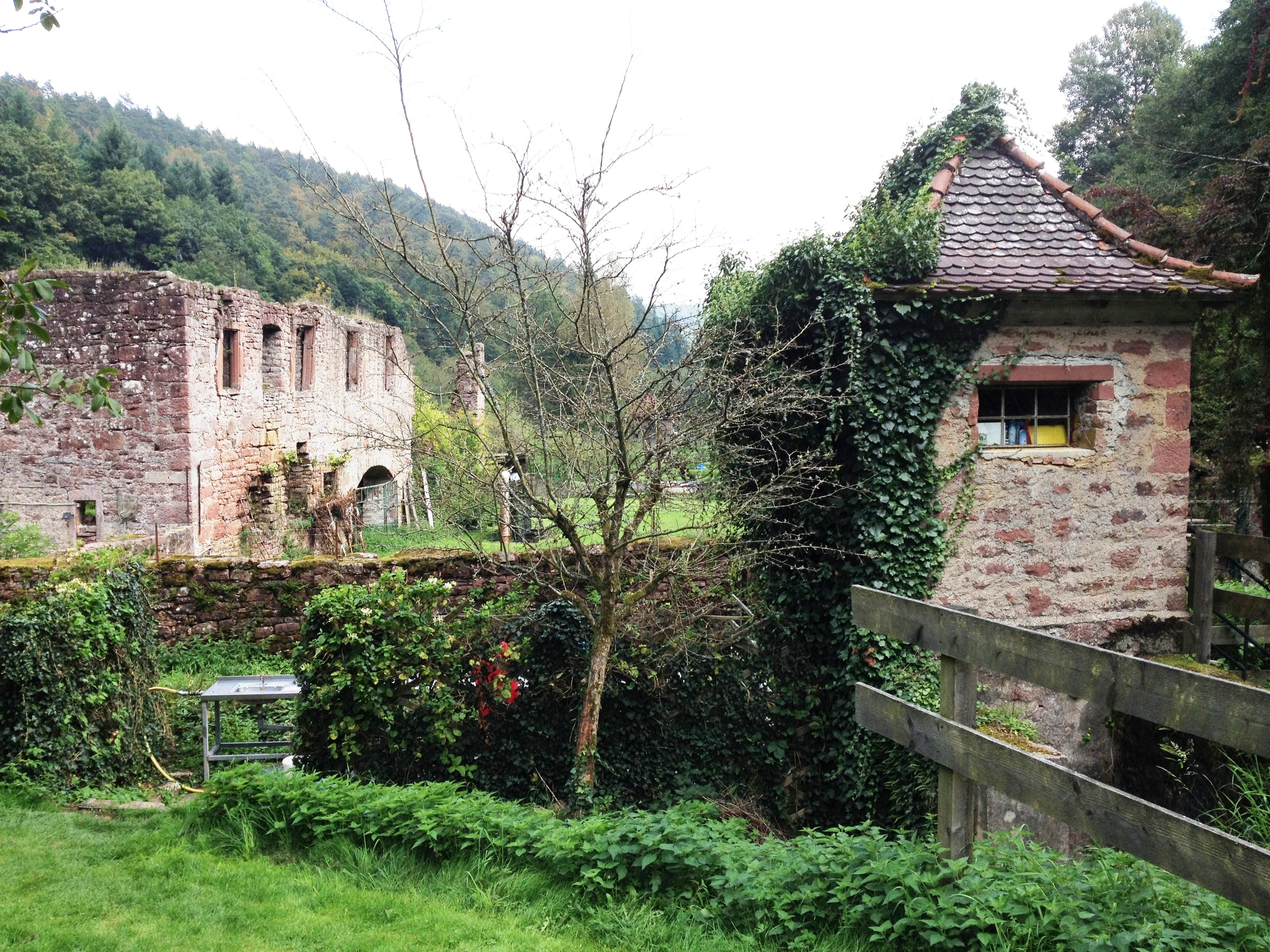
Ruinen der Kartause Grünau